# Psychotria psychotrioides
Psychotria psychotrioides är en måreväxtart som först beskrevs av Dc., och fick sitt nu gällande namn av Guy Edouard Roberty. Psychotria psychotrioides ingår i släktet Psychotria och familjen måreväxter. Inga underarter finns listade i Catalogue of Life.